# Cylindroiulus molybdinus
Cylindroiulus molybdinus är en mångfotingart som först beskrevs av Carl Ludwig Koch 1847.  Cylindroiulus molybdinus ingår i släktet Cylindroiulus och familjen kejsardubbelfotingar. Inga underarter finns listade i Catalogue of Life.